# Front électoral patriote progressiste
Le Front électoral patriote progressiste (aussi appelé Patrie unie) est une coalition électorale costaricaine de partis et mouvements sociaux-démocrates, progressistes et de gauche qui cherchent à constituer un front commun des forces progressistes et anti-libérales face à la candidature de Laura Chinchilla du Parti de la libération nationale à l'élection présidentielle de 2010. Après d'intenses négociations le 15 janvier 2010, se forme une alliance entre les partis Action citoyenne (centre-gauche), Alliance patriotique (gauche), Intégration nationale (centre-droit) ainsi que différentes organisations de la société civile pour une candidature unique, celle d'Ottón Solís Fallas de l'Action citoyenne. 